# The Chicks
The Chicks (inizialmente conosciute come Dixie Chicks) sono un gruppo country statunitense nato a Dallas in Texas nel 1989. Con 30 milioni di album venduti, sono ad oggi il gruppo femminile che ha venduto il maggior numero di copie negli Stati Uniti, ricevendo inoltre 13 Grammy Award, 8 Academy of Country Music Awards, 7 Billboard Music Award e 10 CMA Awards.
Fondato nel 1989 come gruppo bluegrass con Martie Erwin Maguire e Emily Erwin Robison insieme a Laura Lynch e Robin Lynn Macy, pubblicano tre album Thank Heavens for Dale Evans (1990), Little Ol' Cowgirl (1992) e Shouldn't a Told You That (1993), il gruppo non ha raggiunto il successo fino a quando Lynch e Macy hanno lasciato il gruppo e sono state sostituite dalla cantante Natalie Maines alla fine del 1997.
Nel 1998 il gruppo ha firmato con la Monument Records, pubblicando il loro innovativo album Wide Open Spaces. Sia esso che il suo seguito Fly (1999), hanno raggiunto le vette delle classifiche di Stati Uniti e Canada, vendendo in totale 22milioni di copie e ricevendo quattro Grammy Award e cinque ACM Awards. Il successivo album, Home (2002), raggiunge la prima posizione della Billboard 200, ottenendo quattro Grammy e vendendo 6,5 milioni di copie. Il settimo album, Taking the Long Way (2006),  vince cinque Grammy tra cui Album of the Year, oltre ai premi Song of the Year e Record of the Year per la hit Not Ready to Make Nice. Dopo quattordici anni, nel 2020, uscirà l'ottavo album Gaslighter.
Nel corso della loro carriera hanno collaborato con numerosi artisti tra cui Beyoncé, Taylor Swift, Christina Aguilera, The Eagles, Reba McEntire e Dolly Parton.

## Carriera

### 1989-1997: Formazione del gruppo
La prima formazione delle Dixie Chicks (1989) era composta da quattro ragazze: Laura Lynch (contrabbasso), Robin Lynn Macy (chitarra) e le due sorelle polistrumentiste Martie e Emily Erwin (oggi più note con i rispettivi nomi da sposate, Martie Maguire e Emily Robison). La scelta del nome "Dixie Chicks" fu ispirata dalla canzone Dixie Chicken di Lowell George dei Little Feat. Il gruppo si esibiva suonando prevalentemente bluegrass e standard country. Tutte e quattro suonavano e cantavano, ma le voci soliste erano Lynch e Macy e le sorelle Maguire e Robison realizzavano gran parte dell'accompagnamento strumentale. Maguire suonava soprattutto il fiddle, il mandolino e la viola, mentre Robison eccelleva, in particolare, col banjo a cinque corde e col dobro. Nel 1987 e nel 1989, Maguire ottenne rispettivamente il secondo e il terzo posto nel campionato nazionale di fiddle Walnut Valley Festival di Winfield.
Nel 1990, il gruppo ottenne dalla mecenate Penny Cook un assegno di 10.000 $ da usare per incidere l'album di debutto Thank Heavens for Dale Evans (riferimento all'attrice e cantante Dale Evans). Nello stesso anno incisero un EP natalizio dal titolo Home on the Radar Range, e cominciarono a promuovere la loro immagine pubblica come gruppo di "cowgirl". Fecero alcune apparizioni sui media, inclusa una performance al Grand Ole Opry e una nello show radiofonico di Garrison Keillor A Prairie Home Companion. Vinsero il premio di miglior band al Telluride Bluegrass Festival e cominciarono a suonare come band di apertura a concerti di artisti country più affermati come Garth Brooks, Reba McEntire e George Strait.
Nel 1992 incisero un secondo album indipendente, Little Ol' Cowgirl, che marcò l'inizio di una transizione stilistica verso un country più moderno, con la collaborazione di più artisti esterni per arricchire gli arrangiamenti. Questi cambiamenti non furono apprezzati da Robin Lynn Macy, che nello stesso anno abbandonò il gruppo per dedicarsi a un'attività solista nel genere bluegrass. Il chitarrista Lloyd Maines, che aveva collaborato come produttore a entrambi gli album delle Dixie Chicks, propose sua figlia Natalie Maines come rimpiazzo di Macy. La candidatura però rimase in sospeso, e nel successivo album Shouldn't A Told You That (1993) l'unica cantante solista era ancora Lynch. Nel frattempo, il gruppo faticava a trovare un contratto con un'etichetta discografica, in parte a causa del fatto che molti agenti ritenevano troppo rischiosa la scommessa su un gruppo country completamente femminile. La situazione fu infine risolta grazie all'aiuto del nuovo manager del gruppo, Scott Siman, che procurò loro un contratto con la divisione di Nashville della Sony. Nello stesso periodo, Lynch espresse la volontà di sospendere la propria attività col gruppo, per passare più tempo a casa con la figlia. Di conseguenza, Natalie Maines venne accolta come nuova lead singer.

### 1998-2002:Wide Open Spaces,FlyeHome
Il primo disco delle nuove Dixie Chicks fu Wide Open Spaces che esce il 27 gennaio 1998 ed è stato registrato a Nashville, capitale mondiale della country music. L'album è stato insignito del Grammy Award nel 1999 nella categoria di miglior album country dell'anno. Il disco ha venduto circa 12 milioni di copie in tutto il mondo. Questo album è stato seguito da Fly, uscito un anno più tardi.
Nel 2002 viene pubblicato Home, un album acustico prodotto da Lloyd Maines che, solo durante la prima settimana, vende circa 700 000 copie. All'interno dell'album è contenuto il brano Landslide, scritto da Stevie Nicks ed eseguito dal vivo con la famosa cantante durante il Divas Live a Las Vegas.
Il 10 marzo 2003 è partito da Londra il Top Of The World Tour che è stato il tour country più redditizio di tutti i tempi e dal quale è stato poi ricavato un DVD (un collage di filmati registrati durante le tappe più importanti del tour) nonché un album che è diventato immediatamente disco d'oro. Il tour si è concluso il 12 ottobre dello stesso anno a Washington.

### 2003-2005: La controversia politica

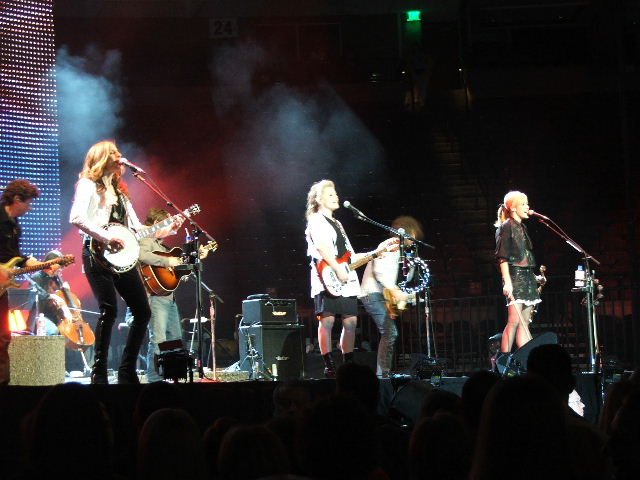
Le Dixie Chicks in concerto ad Austin, Texas

Durante il concerto del 10 marzo 2003 tenutosi allo Sheperd's Bush Empire di Londra, a pochi giorni dall'invasione dell'Iraq da parte di una coalizione internazionale guidata dagli Stati Uniti, la cantante del gruppo Natalie Maines (nata a Lubbock, Texas) ha dichiarato al pubblico:
(Natalie Maines)
La frase, riportata dal quotidiano inglese The Guardian e poi ripresa dai media statunitensi, ha causato una vasta sollevazione contro le Dixie Chicks negli Stati Uniti, che ha comportato il boicottaggio dei brani delle Dixie Chicks da parte di numerose radio specializzate in musica country e la rottura del contratto di sponsorizzazione con la Lipton.
La perdita di numerosi appassionati di musica country (la maggior parte dei quali tradizionalmente di fede repubblicana) e il boicottaggio di grossi network radiofonici non ha indotto il gruppo a rinunciare alle proprie opinioni contro la guerra, e nell'ottobre 2004 le Dixie Chicks hanno partecipato a una serie di concerti del "Vote for Change Tour" in supporto alla campagna elettorale di John Kerry.
La controversia politica delle Dixie Chicks è stata raccontata dal documentario del 2006 Dixie Chicks: Shut Up and Sing, diretto dalla regista Barbara Kopple.

### 2006-2007: Il ritorno al successo conTaking the Long Way
Il nuovo album del gruppo, Taking the Long Way,  è stato pubblicato in tutto il mondo il 22 maggio 2006. Il primo singolo estratto è stato Not Ready To Make Nice. Nella 49ª edizione dei Grammy Award le Dixie Chicks hanno un eccezionale successo e incassano cinque statuette, incluse quelle per la migliore canzone, la miglior performance e il miglior album dell'anno.

### 2008-2015: Periodo di pausa e le Court Yard Hounds
Nel periodo compreso tra il 2008 e il 2015 le componenti del gruppo hanno lavorato ad altri progetti, si sono dedicate alla loro famiglia, e hanno organizzato diversi concerti o mini-tour occasionali.
Nel gennaio 2010 Maguire e Robison hanno pubblicato nuova musica senza Maines. Il padre di quest'ultima, Lloyd Maines, ha dichiarato che comunque il trio è "decisamente ancora un'entità unita" nonostante il nuovo progetto musicale. Il 15 gennaio 2010 è stato annunciato che il duo sarebbe stato conosciuto come Court Yard Hounds e che avrebbero pubblicato un album omonimo nel maggio 2010. Dal marzo 2010 il trio partecipa al tour degli Eagles tra Canada e Stati Uniti.
Nel marzo 2011, la Maines ha fatto una registrazione da solista del successo dei The Beach Boys God Only Knows per l'episodio finale della serie di HBO Big Love. Nel luglio 2011, Robison e Maguire annunciano di essere tornate a collaborare e produrre nuova musica con la Maines.
Nel luglio 2013, i Court Yard Hounds hanno anche pubblicato il loro album del secondo anno, Amelita.
Nell'agosto 2013, le Dixie Chicks hanno annunciato il loro primo tour Long Time Gone Tour del 2007, tra Canada, Regno Unito, Irlanda e paesi Scandinavi.

### 2016-in corso: Collaborazioni e quinto album in studio
Nel 2016 la band intraprende un tour europeo tra Regno Unito, Belgio, Irlanda, paesi Scandinavi per poi estendere le date nel Nord America dopo dieci anni di assenza con oltre 80 concerti. Il 2 novembre 2016 la band ha eseguito Daddy Lessons al fianco di Beyoncé in occasione del 50º anniversario dei Country Music Association Awards creando diverse controversie nel mondo country. Il giorno successivo è stata pubblicata una versione in studio dell'esibizione presso i punti vendita digitali.
Il 3 maggio 2018, le cantanti hanno ottenuto un nuovo management e hanno firmato con Ian Montone e Rick Yorn alla Monotone/LBI Entertainment, mentre il precedente manager di lunga data Simon Renshaw ha annunciato il suo ritiro nel marzo 2018 dopo aver gestito la band dal 1995.
Il 26 giugno 2019 il gruppo ha annunciato di lavorare a un album di inediti intitolato Gaslighter, a distanza di tredici anni dall'ultimo album, previsto nel 2020. Inoltre nel 2019 collaborano con l'artista statunitense Taylor Swift alla realizzazione del brano Soon You'll Get Better, contenuto all'interno dell'album della cantante intitolato Lover.
Il 4 marzo 2020 è stato pubblicato Gaslighter, primo singolo dell'album omonimo.
Il 25 giugno 2020 il gruppo cambia nome, chiamandosi semplicemente come The Chicks.

## Filantropia e controversie
Il 10 marzo 2003, durante un concerto a Londra, nove giorni prima dell'invasione dell'Iraq del 2003, la cantante solista Maines ha parlato al pubblico affermando: "Noi non vogliamo questa guerra, questa violenza, e ci vergogniamo che il Presidente degli Stati Uniti, George W. Bush, venga dal Texas", il che ha ottenuto una reazione positiva dal pubblico britannico in contrasto con la reazione negativa e i conseguenti boicottaggi, negli Stati Uniti, dove i talk show hanno denunciato la band. I loro album sono stati scartati per protesta pubblica e le reti televisive aziendali li hanno messi nella lista nera per il resto degli anni di carica di Bush.
In un raduno del dicembre 2007 a Little Rock, Arkansas, Maines hanno espresso il loro sostegno ai West Memphis Three, tre uomini condannati per un triplice omicidio del 1993 che molti credono innocenti. La Maines ha citato un recente fascicolo della difesa che coinvolgeva Terry Hobbs, il patrigno di una delle vittime, e ha pubblicato commenti simili in una lettera sul sito web delle Dixie Chicks. Nel novembre 2008, Hobbs ha citato in giudizio Maines e le Dixie Chicks per diffamazione a seguito delle sue dichiarazioni. Il 2 dicembre 2009 un giudice federale statunitense ha respinto il caso di diffamazione in base al fatto che Hobbs non aveva dimostrato che le dichiarazioni fossero state fatte con reale dolo.
Il 2 novembre 2016 in occasione del 50º anniversario dei CMA Awards si esibiscono con la pop-star Beyoncé nel brano Daddy Lessons, tratto dall'album Lemonade, ricevendo numerose critiche da parte dei cantanti, tra cui Alan Jackson, e fans del genere country più conservatori. Di contro i fans della band e della cantante hanno elogiato la performance e inoltre numerosi artisti si sono schierati a favore della performance come Kacey Musgraves, Kelsea Ballerini, Brad Paisley, Carrie Underwood e Blake Shelton.
Le cantanti supportano inoltre i diritti della comunità LGBT, i movimenti femministi e diverse iniziative per i diritti umani.

## Discografia
- Wide Open Spaces (1998)
- Fly (1999)
- Home (2002)
- Taking the Long Way (2006)
- Gaslighter (2020) - a nome The Chicks